# Laura Kipnis
Laura Kipnis, née le 19 juillet 1956, est une intellectuelle américaine, critique culturelle, essayiste et professeure. Elle enseigne le cinéma à l’université Northwestern, à Evanston (près de Chicago). Figurent parmi ses thématiques privilégiées : les politiques de la sexualité, l’infidélité, le scandale, le féminisme et le désir. Elle a publié plusieurs livres et nombre d’articles dans divers médias, dont Slate, The Village Voice, Harper's, The New York Times et The Guardian.
En français sont parus les ouvrages Contre l'amour. La Déroute des sentiments (La Table Ronde, 2004) et Le Sexe polémique. Quand la paranoïa s’empare des campus américains (Liber, 2019), Élégie pour la transgression (Zadra, 2021).

## Thèmes de l'œuvre
Dans Contre l'amour, Laura Kipnis réfléchit à la question de l'adultère, de l'infidélité et des contraintes de la vie en couple. « Devant le succès déclinant des mariages et autres formes d'unions à long terme, Kipnis s'interroge quant à cette institution sociale en transition et dont personne ne sait plus au juste sur quoi elle repose. » Elle s'interroge aussi sur le scandale : « dans notre société médiatique, le scandale est[-il] devenu un substitut au forum? L'un et l'autre peuvent en effet servir à aborder les questions de société, à négocier les limites, à envisager les possibles et à avoir des débats éthiques, mais contrairement au forum le scandale n'offre pas vraiment l'occasion d'une réflexion soutenue. L'indignation y remplace la pensée ; la calomnie, la critique sociale; la condamnation aveugle, la discussion sensée. Le scandale ne donne jamais lieu à une argumentation éclairée, source de progrès et, politiquement parlant, ses conséquences sont imprévisibles. » (Contre l'amour, p. 212-213.)
Dans Le Sexe polémique, elle analyse les conflits qui ont surgi de nouvelles réglementations des universités américaines visant à administrer les plaintes pour inconduites sexuelles, en déplorant ce qu'elle estime être une tendance rétrograde : « je ne peux concevoir un meilleur moyen d'assujettir les femmes que de les convaincre qu'une agression peut survenir à tout moment », écrit-elle (Le sexe polémique, p. 32). Kipnis croit que l'approche féministe actuelle des administrations universitaires et des étudiantes qui y adhèrent tient, dans une certaine mesure, à une optique conservatrice: «Une part de mon ambition, et de ce livre, a [...] été d'essayer de démêler ce que je pense être les versions émancipatrices du féminisme de celles conservatrices.» Des extraits de ce dernier livre ont été publiés dans les « bonnes feuilles » du quotidien Le Figaro. Olivier Lamm résume, dans Libération, les événements ayant mené à l'écriture du livre (publié initialement en 2017 sous le titre Unwanted Advances: Sexual Paranoia Comes to Campus) : « En 2015, suite à la parution dans une revue universitaire d’un article dans lequel elle prenait la défense d’un collègue accusé de harcèlement sexuel et dénonçait le climat de « paranoïa sexuelle » sur les campus, Laura Kipnis a elle-même fait l’objet d’une plainte d’élèves estimant que son texte entendait avoir un effet dissuasif sur leur capacité à dénoncer des cas de harcèlement – une première pour un article. Elle s’en défend vigoureusement dans un livre [...] qui expose et interroge l’étrange revers puritain qui sévit actuellement au sein de l’université américaine – et au-delà ». Pour sa part, Agnès Giard (dans sa chronique publiée par Libération) y voit l’autrice «critiqu[er] avec véhémence le discours sécuritaire (puritain) dominant». Le livre a figuré parmi les 30 ouvrages retenus par la sélection du journal Le Monde des meilleurs livres parus en 2020.
Laura Kipnis s'intéresse aussi aux répercussions du mouvement #metoo, à la pornographie et à la maternité. Son texte Comment se saisir de la pornographie? « a rapidement acquis le statut de « classique » des porn studies ». Dans l'ouvrage collectif Ils vécurent heureux et n'eurent pas d'enfants (Kero, 2019), elle a contribué un texte sur l’instinct maternel : « Si on s'en remettait à la nature, les femmes se consacreraient à la propagation de l'espèce, servant commodément d'instruments passifs à l'éclosion de la vie, et mettraient leurs exigences sociales en sourdine. C'est uniquement la technologie moderne qui, en outrepassant la nature [...], a offert aux femmes un minimum de libre arbitre », écrit Laura Kipnis.

## Publications

### Livres en anglais
- (en) Ecstasy Unlimited : On Sex, Capital, Gender, and Aesthetics, Minneapolis, University of Minnesota Press, 1993, 334 p. (ISBN 978-0-8166-1996-2)
- (en) Bound and Gagged : Pornography and the Politics of Fantasy in America, Durham, N.C., Duke University Press, 1996, 226 p. (ISBN 978-0-8223-2343-3, lire en ligne)
- Against Love : A Polemic, Pantheon, 2003, 224 p. (ISBN 978-0-375-42189-1)
- The Female Thing : Dirt, Sex, Envy, Vulnerability, Pantheon, 2006, 192 p. (ISBN 978-0-375-42417-5)
- How to Become a Scandal : Adventures in Bad Behavior, Metropolitan Books, 2010, 209 p. (ISBN 978-0-8050-8979-0)
- Men : Notes from an Ongoing Investigation, Metropolitan Books, 2014, 224 p. (ISBN 978-1-62779-187-8)
- Unwanted Advances : Sexual Paranoia Comes to Campus, Harper, 2017, 256 p. (ISBN 978-0-06-265786-2)
- Love in the Time of Contagion : A Diagnosis, Pantheon, 2022.  (ISBN 9780593316283)

### Traductions en français
- Contre l'amour : La déroute des sentiments [« Against Love: A Polemic »], La Table Ronde, 2004, 240 p. (ISBN 978-2-7103-2696-0)
- Le sexe polémique : Quand la paranoïa s'empare des campus américains [« Unwanted Advances: Sexual Paranoia Comes to Campus »], Liber, 2019, 304 p. (ISBN 978-2-89578-702-0)
- Élégie pour la transgression ["Transgression, An Elegy"], Éditions Zadra, coll. "Carnets", 2021, 72 p.  (ISBN 978-2-9820453-0-9)